# 1re série 1932/33
Die Saison 1932/33 war die 17. Spielzeit der 1re série, der höchsten französischen Eishockeyspielklasse. Meister wurde zum insgesamt zweiten Mal in der Vereinsgeschichte Stade Français.

## Meisterschaft

### Halbfinale
- Stade Français – Central HC 3:2 n. V. (0:1, 1:1, 1:0, 1:0)
- Racing Club de France – Chamonix Hockey Club 3:1 (2:0, 0:1, 1:0)

### Finale
- Stade Français – Racing Club de France 1:0 (1:0, 0:0, 0:0)